# År
Ett år är en tidsrymd som baseras på den tid det tar för jorden att fullborda en omloppsbana runt solen.
Det tar cirka 365,25 dagar för jorden att färdas ett varv runt solen. Ett år kan emellertid definieras på flera sätt – och används även om andra planeters omloppstider runt solen/stjärnan.
Året har internationellt förkortningen a (efter det latinska ordet annus), i det engelska språket används ofta förkortningen y eller yr.

## Annus(år) som exakt tidsenhet kopplad till SI‑systemet
En kommitté från International Union of Pure and Applied Chemistry (IUPAC) och International Union of Geological Sciences (IUGS) definierade 2011 en annum (1 a) sålunda:
1 a = 3,1556925445 × 107 s.
Denna tidslängd valdes för att ligga nära det tropiska årets längd för året 2000 (det tropiska årets längd förändras långsamt), men definitionen av en annus är frikopplad från alla astronomiska definitioner, och är enbart en multipel av enheten 1 sekund i Internationella måttenhetssystemet, SI‑systemet (Système international d'unités). IUPAC:s och IUGS:s definition har dock inte blivit allmänt godtagen inom kemiska och geologiska vetenskaper. IUPAC:s handbok Quantities, Units, and Symbols in Physical Chemistry (”the IUPAC Green Book”) anger fortfarande (fjärde upplagan 2023) värdet a = 31556925.9747 s. Detta numeriska värde är hämtat från Internationella måttenhetssystemets tidigare astronomiska definition av 1 sekund.
En annan ofta använd exakt definition av ett år i vetenskapliga sammanhang (till exempel i astronomi) är ett julianskt år, 365,25 dygn (31 577 600 sekunder).

## Definitioner utifrån dygnet
- Kalenderår, borgerligt år, är byggt för att försöka följa det tropiska året (även kallat naturligt år[4] eller solår[5]) men med hela dygn, 365 eller 366 stycken. Det senare kallas för skottår.
- Gregorianskt år är 365,2425 dygn. Det definieras som medelvärdet på årets längd i den gregorianska kalendern som under 400 på varandra följande år har 97 skottdagar, där vart fjärde sekelskiftesår är ett skottår (men inte de övriga tre). Detta ger längden 365 dygn, 5 timmar, 49 minuter och 12 sekunder.
- Julianskt år är 365,25 dygn; en enhet för tid som sedan länge använts inom astronomin (se nästa punkt!). Tidsenheten definieras utifrån medelvärdet av årets längd i den julianska kalendern, vilken under 400 år har 100 skottdagar (alla sekelskiftesår är skottår). Detta ger just längden 365 dygn och 6 timmar, eller 365,25 dygn. Eftersom det julianska året enligt denna definition inte är en enhet för datering, utan för mätning av tidslängd, har den inget direkt samband vare sig med någon kalender eller med historiska tidsangivelser.
- Vetenskapligt år är lika långt: 365,25 dygn. Det används som tidsenhet i diverse fysikaliska beräkningar. Detta för att de andra årens längd varierar ständigt. Det vetenskapliga året är alltid detsamma, 365,25 dygn, det vill säga exakt 31 557 600 sekunder. Det vetenskapliga/julianska året är också basen för definitionen av den astronomiska längdenheten ljusår.

## Definitioner utifrån månens faser
- Ett muslimskt år är 354 dygn, då den muslimska kalendern är en månkalender med 12 måncykler per år.
- Ett judiskt år varierar mellan 353 och 385 dygn, då den judiska kalendern är en lunisolarkalender med 12 eller 13 måncykler per år.

## Olika brytpunkter
Före 1582 kombinerades den julianska kalendern med en mängd olika brytpunkter för årets början, till exempel 1 september, juldagen, 1 januari och 1 mars. Med införandet av den gregorianska kalendern harmoniserades årets början i hög grad till 1 januari. För speciella ändamål används dock ofta andra brytpunkter:  
- Kyrkoåret börjar vid första advent och slutar med domssöndagen.
- Ett läsår i den svenska grundskolan börjar i augusti och pågår till juni kommande år.
- Ett räkenskapsår eller verksamhetsår behöver inte löpa från 1/1 till 31/12 och kallas då brutet.[6]
- Tidtabellsåret börjar, inom tåg och busstafik i större delen av Europa, den andra söndagen i december. Det är huvudtillfället för att ändra tidtabeller, även om det också finns planerade tillfällen i juni och augusti.

## Astronomiska definitioner
Astronomiskt år är den tid det tar för jorden att fullborda ett varv runt solen. Det finns flera sorters astronomiska år, beroende på vilken punkt i omloppsbanan man utgår från:
- Sideriskt år eller stjärnår är jordens omloppstid i förhållande till stjärnorna. Längden på stjärnår varierar något på grund av gravitationspåverkan från andra himlakroppar. Ett brukligt medelvärde är 365,256363051 dygn, det vill säga 365 dygn 6 timmar 9 minuter och 9,7676 sekunder.
- Tropiskt år är jordens omloppstid relativt vårdagjämningspunkten. Denna punkt förflyttar sig en aning, varför det tropiska året blir något kortare än det sideriska. Ett medelvärde är 365 dygn 5 timmar 48 minuter och 45 sekunder.
- Anomalistiskt år är omloppstiden relativt perihelium (då jorden är närmast solen). Ungefär 365,2596 dygn eller 365 dygn, 6 timmar, 13 minuter och 49 sekunder.

### Astronomiska år av helt annan längd
- Ordet år används ibland för andra planeters omloppstid kring solen (t.ex. marsår) och för exoplaneters omlopp kring sin sol.
- Lunisolarår utgår ifrån månmånader (7×13 + 12×12) och ett lunisolarår blir nästan exakt 19 solår. Babylonska matematiker kom fram till detta runt 432 f.Kr.. Det kom senare att bli känt som Metons cykel.[5]
- Stora året eller platoniskt år är en beteckning för omloppstiden (25 800 år) hos vårdagjämningspunktens och jordaxelns precession.[7]
- Ett galaktiskt år kallas den tid det tar för solen att fullborda ett varv kring Vintergatans centrum, någonstans mellan 225 och 250 miljoner år.